# 도미오카정 (오사카부)
도미오카정(일본어: 登美丘町)은 일본 오사카부 미나미카와치군에 설치되었던 정이다. 현재의 사카이시 히가시구의 일부에 해당한다.

## 역사
- 1950년 4월 1일 - 노다촌과 오쿠사촌이 합병해 성립하였다.
- 1962년 4월 1일 - 사카이시에 편입해 소멸하였다.

## 참고문헌
- 『大阪府全誌』
- 『登美丘町史』